# Juan Landazuri Ricketts
Pour les articles homonymes, voir Ricketts.
Juan Landázuri Ricketts , né à Arequipa le 19 décembre 1913 et mort à Lima le 16 janvier 1997, est un cardinal péruvien de l'Église catholique romaine. Issu de l’ordre franciscain, il est primat du Pérou et archevêque de Lima. Il tient un rôle majeur lors du concile Vatican II.

## Biographie
Juan Landázuri Ricketts est le fils de Gustavo Landázuri Villagra et de María Rickkets Murga. Il fait ses études à Arequipa jusqu'en 1929.
Après avoir été au Grand séminaire d'Ocopa (Junín), il poursuit ses études à l'athénée pontifical Antonianum de Rome, tenu par les franciscains. 
Ordonné prêtre le 16 avril 1939 dans l'ordre des franciscains, Juan Landázuri est incardiné dans l'archidiocèse de Lima le 4 juin 1954.
Juan Landazuri est créé cardinal par Jean XXIII au consistoire du 19 mars 1962 avec le titre de cardinal-prêtre de S. Maria in Ara Coeli.
Il joue un rôle prépondérant au concile Vatican II.

### Théologie de la Libération
Le cardinal Landázuri vit une période où la théologie de la libération semble prépondérante en Amérique latine, alors que des dictatures militaires s'installent dans plusieurs pays, dont celle de Ricardo Perez Godoy au Pérou, vite renversée par Belaúnde. Le pays est déchiré par la pauvreté, des tensions extrêmes et la guerre menée à partir des années 1980 par le Sentier lumineux. Le cardinal Landázuri donne alors son appui aux mouvements proches de la théologie de la libération, aussi bien laïques que religieux, et s'assure pour ces derniers que les laïcs et les religieuses soient toujours représentés dans les processus de décision. Il préside la conférence de Medellín en 1968 qui donne une impulsion considérable aux stratégies proches des milieux dits « de gauche », face aux pouvoirs en place. Le principal théologien en est le père Gustavo Gutiérrez, de nationalité péruvienne, qui fait paraître en 1971 son livre Teología de la liberación. Cet ouvrage met en avant la solidarité avec les plus pauvres, la justice sociale, la paix dans le monde et la dignité humaine, dans une optique de renversement de la praxis ecclésiale. Le cardinal Landázuri de même n'a de cesse de s'engager dans un combat pour plus de justice sociale. Le cardinal Landázuri est régulièrement élu à la Conférence épiscopale péruvienne sans opposition jusqu'en 1988, date à laquelle il atteint la limite d'âge de 75 ans.
Pendant cette période, le cardinal, prenant l'idéal franciscain à la lettre, abandonne ostensiblement le palais épiscopal de Lima et s'installe dans une petite maison modeste dans un quartier ouvrier de la capitale péruvienne. Cependant son aura semble diminuer à Rome au fur et à mesure que Jean-Paul II prend ses distances avec la théologie de la libération, qu'il juge trop impliquée dans des positions temporelles systématiques. Dans les années 1980 et 1990, des évêques moins marqués à gauche sont nommés au Pérou. De plus la montée des mouvements protestants évangéliques souvent financés par les États-Unis en réaction aux prises de position proche du socialisme de l'Église catholique du Pérou provoque une désaffectation en masse de l'Église catholique de certaines catégories populaires à partir des années 1990.
Augusto Vargas Alzamora S.J. lui succède en janvier 1990 à la tête de l'archidiocèse de Lima. 
Il meurt à Lima le 16 janvier 1997, à près de 83 ans. Son corps repose dans la crypte des archevêques de la cathédrale de Lima.

## Distinctions
- Grand-croix de l'ordre d'Isabelle la Catholique